# Zwarcienko
Zwarcienko (kaszb. Małé Zwôrtowò) – osada kaszubska w Polsce położona w województwie pomorskim, w powiecie wejherowskim, w gminie Choczewo na zachodnim krańcu obszaru Lasów Lęborskich. Osada jest częścią składową sołectwa Zwartówko. W pobliżu miejscowości znajduje się farma wiatrowa.
W latach 1975–1998 miejscowość administracyjnie należała do województwa gdańskiego.
Inne miejscowości o nazwie zbliżonej: Zwartowo.